# 耳螺目
耳螺總科（學名：Ellobioidea）原來只包括耳螺科一個科，舊屬原始有肺目，從2018年開始成為了耳螺目之下的唯一一個總科，並包括下列三個科：
- 耳螺科（Ellobiidae）
- Otinidae（英语：Otinidae）
- 擬松螺科